# Tito Colliander

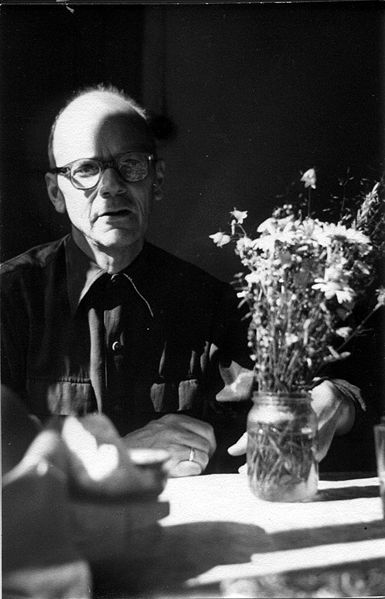
Tito Colliander (1956)

Tito Fritiof Colliander (* 10. Februar 1904 in Sankt Petersburg, Russland; † 21. Mai 1989 in Helsinki, Finnland) war ein finnlandschwedischer Schriftsteller.

## Leben und Wirken
Tito Colliander wurde als Kind schwedischsprachiger Eltern geboren. Sein Vater war Oberst in der russischen Armee. Seine Kindheit verbrachte er abwechselnd in Russland und in Finnland, das ein russisches Großfürstentum war. Beide Eltern waren evangelisch. In Petrograd erlebte er den Ersten Weltkrieg und die Revolution. Die Erfahrungen dieser Zeit wie Hunger, Elend und Grausamkeit wurden auch für sein literarisches Wirken prägend. Im Herbst 1918 konnte er nach Finnland flüchten, wo er sich in Helsinki Kunststudien widmete. Nach dem Studium und Wanderjahren in Paris und Algerien wandte er sich immer mehr der Schriftstellerei zu.
1930 heiratete er die Künstlerin Ina Behrsen, die Tochter einer Sankt Petersburger deutschen Architektenfamilie. 1936 übersiedelte er mit seiner Frau in ein russischsprachiges Dorf im südöstlichen Estland. Dort konvertierte das evangelische Paar zur orthodoxen Kirche. In der Zeit des Zweiten Weltkriegs musste die Familie mit den beiden Töchtern öfters umziehen und fand schließlich in Schweden eine sichere Zuflucht. Im Jahr 1947 geriet die Ehe von Tito und Ina in eine schwere Krise. Ina begab sich daher für einen Monat in das Kloster Walaam, das damals am Platz des heutigen Kloster Uusi Valamo war. Dort begegnete sie dem Schemamönch Johannes, der in Folge auch mit Tito bekannt wurde. Laut Ina retteten die Unterweisungen und Begleitung des Mönches Johannes die Ehe. Ende der 1940er Jahre studierte Tito in einem Priesterseminar und unterrichtete orthodoxe Religion an schwedischen Lehranstalten in Helsinki.
In dieser Zeit unterbrach er für etwa zehn Jahre seine belletristische Tätigkeit. 1952 entstand sein Werk Asketernas väg (Weg der Asketen), in dem er die Lehre der ostkirchlichen Väter wiedergibt. 1958 nahm er wieder seine belletristische Tätigkeit auf. 1959 erschien Vi som är kvar und im Weiteren widmete er sich seiner Autobiographie, die in sieben Bänden erschienen ist und als sein wichtigstes Werk gilt. 1968 verlieh ihm die Åbo Akademi den Doktortitel der Theologie honoris causa. 1975 bekam er den Literaturpreis der evangelischen Kirche. Titos Sohn Sergius ist Priester der finnisch-orthodoxen Kirche.

## Ehrungen
- 1968 Medaille Pro Finlandia[2]
- 1969 Finnland-Preis der Schwedischen Akademie
- 1973 De Nios Stora Pris
- 1974 Karl-Emil-Tollander-Preis

## Werke
- En vandrare, 1930
- Småstad, 1931
- Huset, där det dracks, 1932
- Bojorna, 1933
- Glimtar från Tyskland, 1934
- Taina, 1935
- Ljuset, 1936
- Korståget, 1937; dt. Der Versprengte, Stuttgart, Hohenstaufen-Verlag, 1939
- Förbarma dig, 1939; dt. Erbarme Dich, Bern, A. Francke, 1945
- Dagen är, 1940
- Ilja Repin, 1942
- Grottan, 1942; dt. Die Höhle, Frankfurt a. M., Knecht, 1960
- Duncker, en av de tappras skara, 1943
- Den femte juli, 1943
- Två timmar och andra noveller, 1944
- Bliv till, 1945
- Träsnittet, 1946
- Sallinen, 1948
- I åratal, 1949
- Grekisk-ortodox tro och livssyn, 1951
- Asketernas väg, 1952; dt. Weg der Asketen, 2005
- Farled 1936-1953, 1954
- Fönster, 1956; dt. Fenster, Frankfurt a. M., Knecht, 1961
- Samtal med smärtan, 1956
- Glädjens möte, 1957
- Nu och alltid, 1958
- Vi som är kvar, 1959
- Med öppna händer, 1960
- På en trappa, 1961
- Bevarat, 1964
- Gripen, 1965
- Kortfattad ortodox troslära, 1966
- Vidare, 1967
- Givet, 1968
- Vaka, 1969
- Nära, 1971
- Måltid, 1973
- Motiv, 1977
- Början, 1979
- Blick, 1981
- Sju sagor, 1981